# Acuerdo Cvetković-Maček
El Acuerdo Cvetković-Maček fue un pacto celebrado el 23 de agosto de 1939 dentro del Reino de Yugoslavia por el primer ministro del reino, el serbio Dragiša Cvetković y el líder político croata Vladko Maček. El acuerdo entre ambos fue producto de una serie de negociaciones iniciadas en febrero de 1939, poco después que Dragiša Cvetković asumiera el cargo, y con el fin de resolver la cuestión croata, como era entonces denominado en Yugoslavia el conjunto de reivindicaciones de la población croata, segundo grupo étnico más numeroso en el reino después de los serbios, y que ya habían disfrutado de considerable autonomía interna cuando pertenecían al Imperio austrohúngaro.

## Situación
Tanto para Dragiša Cvetković como para el príncipe Pablo de Yugoslavia (regente del reino por la minoridad del rey Pedro II y para muchos políticos serbios, era una prioridad resolver las reclamaciones croatas en un contexto donde los Balcanes eran escenario de las ambiciones expansionistas de Italia (que invadía Albania el 7 de abril de 1939) y en un momento en que Yugoslavia tenía frontera común con el Tercer Reich tras el Anschluss de 1938.

## Negociaciones

La nueva banovina de Croacia surgida del pacto.

Ya el 10 de marzo de 1939, poco después de ser nombrado presidente del Gobierno, Cvetković había indicado en un discurso en el Parlamento su disposición a negociar inmediatamente con Maček. Al ser bien recibida su respuesta, se trasladó a Zagreb como representante del Gobierno y del regente el 3 de abril, comenzando las conversaciones que al comienzo parecieron dar fruto rápidamente, alcanzándose un preacuerdo el 22 de abril. Este, que estipulaba la creación de una nueva unidad administrativa croata con amplia autonomía formada en general por territorios de mayoría croata, fue rechazado por el regente Pablo, víctima de fuertes presiones contrarias al pacto, entre ellas la de los políticos musulmanes bosníacos, opuestos a la partición de Bosnia-Herzegovina, o la de algunos altos mandos militares.
Rotas temporalmente las conversaciones, los croatas continuaron con su agitación política. De hecho, mientras se mantenían las conversaciones con el Gobierno de Cvetković, los políticos croatas liderados por Vladko Maček proseguían sus acercamientos con la Italia fascista, esperando que eventualmente el régimen de Benito Mussolini ejerciera presiones sobre el Gobierno de Belgrado para asegurar la autonomía de Croacia o apoyase alguna revuelta en Croacia; tales conversaciones acabaron cuando Cvetković ofreció un grado mayor de autonomía interna para la etnia croata fundando la Banovina de Croacia, que abarcaba tantos croatas étnicos como fuera posible, otorgando a esta zona una considerable autonomía en sus asuntos internos, creaba el puesto de ban (gobernador) de Croacia, fundaba una "Asamblea Croata" (Sabor) en Zagreb dotada de competencias en comercio, industria, educación, tribunales judiciales, y relaciones exteriores. 
Las conversaciones se habían reanudado a finales de junio, tras un viaje del regente por Europa que le convenció de la inminencia de la guerra en el continente y de la conveniencia de alcanzar un acuerdo con los políticos croatas. Tras retomarse las negociaciones, el acuerdo se alcanzó rápidamente.

## El acuerdo
El Gobierno de Belgrado logró consignar en el acuerdo que éste sería temporal hasta que se pactaran los términos de una federalización del país. El acuerdo (en serbocroata, Sporazum) fue aceptado el 24 de agosto de 1939 por Cvetković, Maček, y el príncipe Pablo.
El acuerdo final incluía mayor territorio que el pactado originalmente en abril, y concedía al Gobierno central, en el que la agrupación de Maček se comprometía a ingresar en coalición, los asuntos exteriores, la defensa y parte de las finanzas. Ivan Šubašić, miembro del Partido Campesino Croata pero yugoslavista y monárquico, se convertía en gobernador de la nueva provincia. Su cargo respondía ante el regente y ante la nueva cámara legislativa croata, el sabor. Las leyes para el territorio debían, en adelante, ser firmadas por el regente y el ban.

## Consecuencias
El acuerdo fue muy criticado por los políticos nacionalistas serbios, opuestos a todo fortalecimiento de la posición croata, mientras que varios políticos croatas del más radical del HSS consideraron el acuerdo como el primer paso hacia una Croacia independiente, a pesar de las declaraciones de  Maček, más moderado. Los ultranacionalistas croatas, que sólo aceptaban la independencia, lo consideraron como una traición de Maček. Entre estos se contaban los ustachas, aún marginales en la política croata del momento. Por último el Acuerdo Cvetković-Maček alimentó el descontento entre otros grupos étnicos como los musulmanes de Bosnia, los eslovenos y los macedonios, que aspiraban a un acuerdo de autonomía similar. Inclusive los nacionalistas serbios postularon que Serbia debía también recibir un Sporazum especial.
Forzado por las condiciones críticas en Europa y aprobado mediante legislación de emergencia contemplada en la constitución de 1931 durante la dictadura real, el objetivo de los firmantes del acuerdo era reforzar y unificar el país ante la inminente crisis internacional, pero resultó tardío.
A principios de 1939, el Gobierno Cvetković-Maček recibió la petición, avalada por 300 000 firmas de ciudadanos de toda Yugoslavia, demandando la autorización para el regreso de los brigadistas yugoslavos que habían sobrevivido a la guerra civil española y permanecían retenidos en campos de internamiento en Francia, pero el Gobierno no accedió a su retorno.
Cuando Alemania invadió Yugoslavia en abril de 1941 el Sporazum de Cvetković y Maček quedó sin efecto práctico, conforme alemanes e italianos establecían sus zonas de ocupación y creaban el Estado Independiente de Croacia como simple satélite del Eje. Aun así, durante la Segunda Guerra Mundial el movimiento partisano de Tito elaboró una serie de planes para la posguerra donde se fijaba una efectiva federalización de Yugoslavia, manteniendo la integridad del estado pero otorgando a varios grupos étnicos un grado de autonomía similar al Sporazum, eliminado así la cuestión croata y creando en 1945 la República Federal Socialista de Yugoslavia para eliminar el descontento nacionalista. 